# نیژنئیوانایوو
نیژنئیوانایوو (به لاتین: Nizhneivanayevo) یک منطقهٔ مسکونی در روسیه است که در باشقیرستان واقع شده‌است.